# Daniel Magay
Daniel Magay   (Szeged, 6 d'abril de 1932) és un tirador d'esgrima hongarès, posteriorment nacionalitzat estatunidenc, especialista en sabre, que va competir durant les dècades de 1950 i 1960.
El 1956 va prendre part en els Jocs Olímpics d'Estiu de Melbourne, on guanyà la medalla d'or en la competició de sabre per equips del programa d'esgrima. Durant els Jocs va tenir lloc la revolució hongaresa i Magay, com molts altres esportistes hongaresos, va decidir desertar i no tornar a Hongria. S'instal·là als Estats Units, on on estudià química i continua la seva carrera esportiva, tot guanyant tres campionats nacionals de sabre, el 1957, 1958 i 1961.
En el seu palmarès també destaca una medalla d'or al Campionat del Món d'esgrima de 1954.